# Ballsen, Dalarna
Ballsen är en sjö i Leksands kommun och Vansbro kommun i Dalarna och ingår i Dalälvens huvudavrinningsområde. Sjön har en area på 1,36 kvadratkilometer och ligger 283,2 meter över havet. Sjön avvattnas av vattendraget Snöån (Mögsjöån).

## Delavrinningsområde
Ballsen ingår i det delavrinningsområde (672173-142789) som SMHI kallar för Utloppet av Ballsen. Medelhöjden är 308 meter över havet och ytan är 13,12 kvadratkilometer. Räknas de 12 avrinningsområdena uppströms in blir den ackumulerade arean 110,76 kvadratkilometer. Snöån (Mögsjöån) som avvattnar avrinningsområdet har biflödesordning 3, vilket innebär att vattnet flödar genom totalt 3 vattendrag innan det når havet efter 311 kilometer. Avrinningsområdet består mestadels av skog (64 procent) och sankmarker (20 procent). Avrinningsområdet har 1,71 kvadratkilometer vattenytor vilket ger det en sjöprocent på 13 procent.